# Я рассказал закату о тебе
«Я рассказал закату о тебе» (тай. แปลรักฉันด้วยใจเธอ, RTGS. Plae Rak Chan Duai Chai Thoe) — тайский телесериал 2020 года, снятый компанией Nadao Bangkok. Первый сезон (режиссер Нарубет Куно) рассказывает об отношениях двух старшеклассников во время их подготовки поступления в университет. Второй сезон (режиссер Тоссафон Риантон) покажет героев после их поступления в университет.
Первый сезон выходил на LINE TV с 22 октября по 19 ноября 2020 года каждый четверг. Сериал также доступен на видеохостинге Vimeo.

## Сюжет
Действие происходит на Пхукете с его тайско-китайской культурой. После ссоры и долгих лет молчания двое друзей детства встречаются в языковой школе перед поступлением в университет. Им заново предстоит пережить свои глубокие чувства друг к другу и понять кем они являются.

## В ролях
- Путтипон Ассаратанакун — Те
- Крит Амнуэйдечакон — О-Эу

## Создание
«Я рассказал закату о тебе» был задуман после завершения съемок другого сериала от Nadao Bangkok «Моя скорая помощь», в котором Путтипон и Крит сыграли пару. Появление данной пары в «Моей скорой помощи» привлекла большое количество поклонников, особенно среди шипперов. Проект был анонсирован в феврале 2020 года как оригинальный сериал Line TV под рабочим названием «BKPP: The Series». Первоначально показ был запланирован на июль 2020 года. Однако съемки в марте были отложены из-за распространения коронавируса в Таиланде.

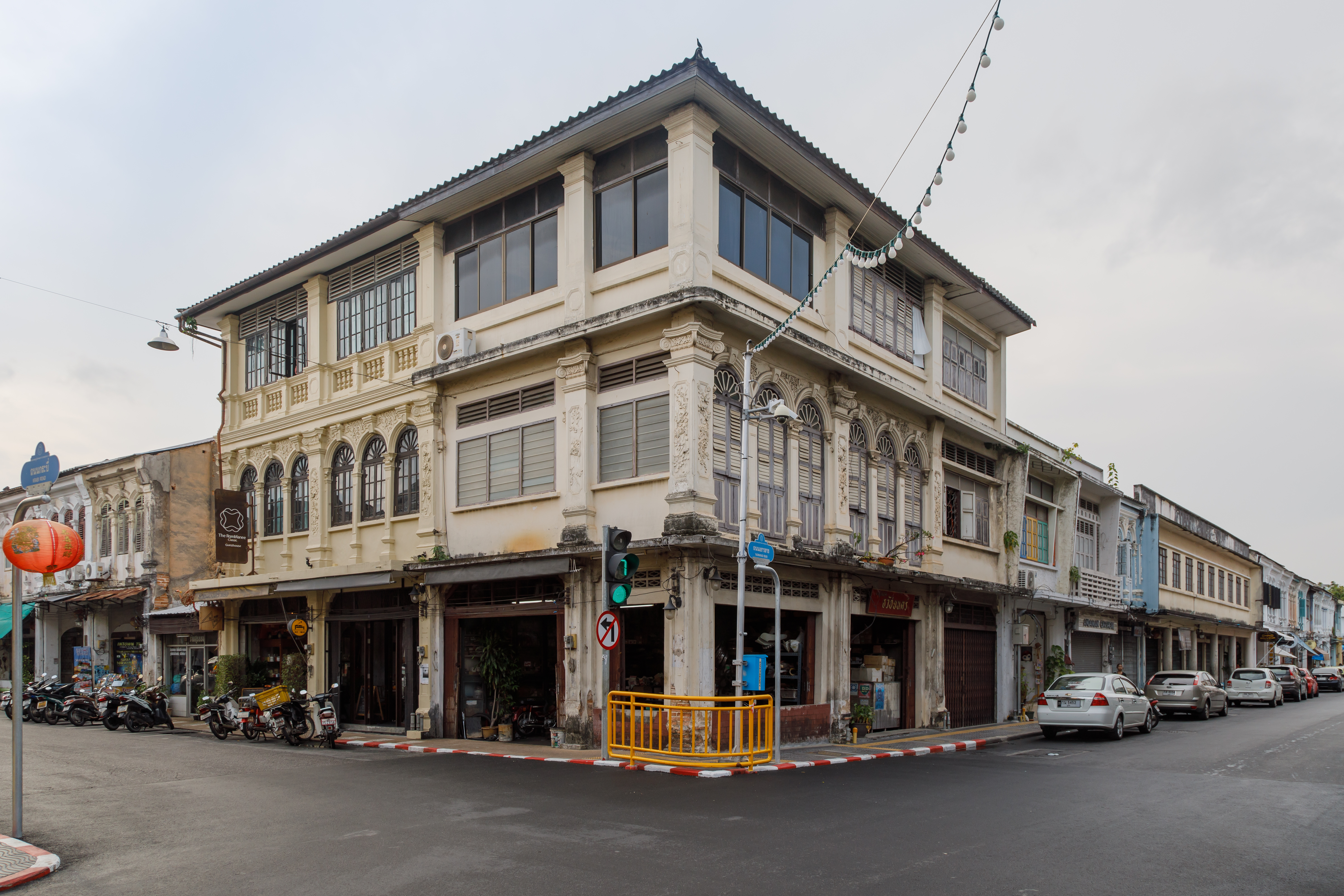
Одна из локаций съемок сериала

Режиссер Нарубет Куно хотел исследовать тему подросткового гомосексуализма и создал сериал без опоры на женскую аудиторию. Жанр BL обычно изображает гомоэротические мужские отношения в несколько фантастической манере и направлено в основном на женскую аудиторию. После показа зрители отметили, что «Я рассказал закату о тебе» не соответствует большинству условностей жанра BL, но более точно раскрывает проблематику ЛГБТ. «Я рассказал закату о тебе» - это первый BL-сериал Nadao Bangkok.
Сценаристы частично создали персонажей на личностях самих главных актеров. Первое чтение сценария было проведено только с главными актерами через Zoom в апреле. Кастинг для актеров второго плана состоялся позже, а полное прочтение сценария состоялось в июне, после чего все актеры прошли актерские мастер-классы. Путтипон и Крит также прошли специальную подготовку, включая уроки китайского языка, езду на мотоцикле и дайвинг.
Церемония благословения, ознаменовавшая начало производства сериала, состоялась 4 июня. Съемки начались 1 июля и длились почти месяц. Поскольку необходимость в монтаже стала очевидной, продюсеры решили переснять несколько сцен, и съемочная группа провела еще один месяц в Пхукете. Сериал был официально анонсирован на пресс-конференции 8 октября.
Второй сезон запланирован на 11 марта 2021 года.

## Релиз и восприятие
Пять серий еженедельно выходили на Line TV в 20:00 по четвергам, с 22 октября по 19 ноября 2020 года. Сериал доступен на Vimeo за отдельную плату за эпизод. Документальные закулисные съёмки сериала также выходили каждую субботу на Youtube-канале Nadao Bangkok.
«Я рассказал закату о тебе» был положительно принят и высоко оценен за игру и химию между двумя главными актерами. Сценарий и съемки также были похвалены за «передачу очарования обстановки Пхукета». Часть зрителей сравнили настроение и тон сериала с фильмом 2017 года «Зови меня своим именем».